# Musiktåget
Musiktåget är en barnradioserie från 1991 i fem delar skapad av Mikael Ramel. Idén till serien kom från Lennart Hellsings saga Musikbussen.
Samtliga låtar och låttexter är skrivna av Mikael Ramel förutom låten "Ingenting" av Börge Ring samt låten "Servietter & Kanel" som skrevs av Mikaels son Jonatan Blom Ramel, då 4 år gammal.

## Avsnitt
Serien bestod av fem avsnitt och platser till vilka Musiktåget gjorde utflykter.
1. Till Ölandet
2. Till Stora torget
3. Till berget "Långt bort i nära"
4. Till Krusidullerna
5. Till och från Ängen